# Hagiomantis surinamensis
Hagiomantis surinamensis är en bönsyrseart som beskrevs av Henri Saussure 1872. Hagiomantis surinamensis ingår i släktet Hagiomantis och familjen Liturgusidae. Inga underarter finns listade i Catalogue of Life.